# 森美千代
森美智代（もりみちよ、1962年 - ）は、日本の鍼灸師。20代のころ脊髄小脳変性症を患い歩行困難となるが断食療法の甲田光雄のもとで治療する。以来、1日青汁1杯で生活しており、2010年には森を中心にしたドキュメンタリー映画の『不食の時代』が撮影されるなど注目を集める。

## 人物
1962年に東京都で生誕し、短大卒業後は小学校の養護教諭であったが、1984年に脊髄小脳変性症を患い食養生にて治療した。大阪府で鍼灸師となり、1日青汁1杯で生活している。2015年には三重県で断食道場を主催している。
腸内細菌の研究者である辨野義己が腸内環境を調査したところ、クロストリジウムがパプアニューギニアの高地の人々並みに多く、繊維を分解して栄養としたり、本来は排出されるアンモニアをアミノ酸に変えることができるという。辨野により、英語圏の論文や国際フローラ学会で発表されたとのこと。辨野義己らは、野菜ジュースのみを長期間摂取している35歳の完全菜食主義者の女性についての研究報告を行っており、16SrDNAライブラリ法より得られた184クローンのうち、134クローンは分類学的に未分類で培養困難な菌種が多数存在するとした。
食事療法の甲田光雄は2008年に他界したが、森は自分の背中に甲田がいるという感覚を持っており、いろんな人から背中に甲田がいると説明されるが森自身は見たり声を聴いたりはできず、ただたまに自動書記の形でメッセージが送られてくると話している。森を紹介されハグをした小林健も、それ以来、甲田からのメッセージを受け取るようになり、その中に当時の甲田医院のように無農薬の野菜を作って断食をしてほしいというものがあり、その小林はこのメッセージを伝え三重県に古民家を見つけることとなった。

## 著書
- 『食べること、やめました』マキノ出版、2008年、ISBN 978-4-8376-7090-2。
- 『「食べない」生き方』サンマーク出版、2013年、ISBN 978-4-7631-3351-9。
- 『「おうち断食」で病気は治る』マキノ出版（ビタミン文庫）、2016年、ISBN 978-4-8376-1293-3。
- 『断食の教科書』キラジェンヌ、2015年、ISBN 978-4-906913-43-5。新装版、ヒカルランド、2017年、ISBN、978-4-86471-498-3。

共著
- 町田宗鳳との共著 『「ありがとうを言う」と超健康になる』マキノ出版、2011年、ISBN 978-4-8376-7158-9。
- 『食べない人たち』マキノ出版、2014年、ISBN 978-4-8376-7214-2。
- 『食べない人たちビヨンド』マキノ出版、2015年、ISBN 978-4-8376-7223-4。
- 比嘉照夫、白鳥哲との共著 『思いは一瞬で宇宙の果てまで届く 地球蘇生プロジェクト「愛と微生物」のすべて 新量子力学入門』ヒカルランド、2017年、ISBN 978-4-86471-535-5。

## 映画
- 『不食の時代 〜愛と慈悲の少食〜』（2010年）白鳥哲監督。森のドキュメンタリー映画。再現シーンは女優の山田まりやが主演を務めた[10]。
- 『「食べること」で見えてくるもの』（2014年）鈴木七沖監督。テーマとなる4人のうち一人。